# Госсе, Филип Генри
Фи́лип Ге́нри Го́ссе (англ. Philip Henry Gosse; 6 апреля 1810, Вустер — 23 августа 1888, Торки) — английский натуралист и популяризатор естествознания, один из изобретателей и популяризаторов морского аквариума, автор гипотезы Омфалоса.

## Биография
Филип Генри Госсе родился 6 апреля 1810 года в городе Вустере.
Современная аквариумистика многим обязана его трудам. Ф. Госсе, кропотливый новатор в области изучения морской биологии, занимался в то же время собиранием насекомых.
В 1827—1838 годах собрал коллекцию насекомых на Ньюфаундленде, в Канаде и Алабаме, а потом на Ямайке. С 1850 года занимался преимущественно изучением жизни морских животных и содействовал популяризации аквариумистики.
Филип Генри Госсе умер 23 августа 1888 года в Торки.
Был женат на художнице и поэтессе Эмили Боуз (1806—1857); в браке у них родился сын Эдмунд Уильям, который стал известным поэтом и писателем и был пожалован в рыцари.